# Municipio de Turin
El municipio de Turin (en inglés, Turin Township) es un municipio del condado de Marquette, Míchigan, Estados Unidos. Tiene una población estimada, a mediados de 2022, de 114 habitantes.

## Geografía
Está ubicado en las coordenadas 46°11′27″N 87°15′00″O / 46.19083, -87.25000. Según la Oficina del Censo, tiene una superficie total de 217.5 km², de los cuales 216.7 km² corresponden a tierra firme y 0.8 km² están cubiertos de agua.

## Demografía
Según el censo de 2020, en ese momento había 110 personas residiendo en la zona. La densidad de población era de 0.5 hab./km². El 95.45 % de los habitantes eran blancos y el 4.55 % eran de una mezcla de razas. No había hispanos o latinos viviendo en la región.